# Renaissance Tower
Не следует путать с комплексом небоскрёбов Renaissance Center в Детройте, штат Мичиган.
Renaissance Tower (рус. Башня Ренессанс) — офисный небоскрёб, расположенный по адресу: 1201 Элм-стрит, Даллас, штат Техас, США. Высота — 270 метров, 56 этажей. Занимает 2-ю строчку в списке самых высоких зданий города, 5-ю строчку в списке самых высоких зданий штата и является 30-м по высоте зданием в стране (по состоянию на 2015 год). Был самым высоким зданием Далласа с 1974 по 1985 год, и самым высоким зданием Техаса с 1974 по 1982 год. Небоскрёб также был известен под названиями First International Building (1974—1982), InterFirst Plaza (1982—1985), InterFirst Two (1985—1986), First International Bancshares Tower.

## Описание
Основные параметры
- Высота: 270,1 м (антенна), 216,4 м (крыша), 3,81 м (от пола до пола)
- Этажность: 56 + 2 подземных
- Площадь помещений: 160 814[1]—161 556 м²
- Парковка: 1089 машино-мест
- Архитекторы: HOK[англ.] и HKS, Inc.[англ.]
- Владелец: BACM 2000-2 Elm St Offices LLC
- Управляющая компания: CBRE Group[англ.]

На двух подземных этажах небоскрёба находятся магазины и кафе, эти этажи связаны с подземной пешеходной сетью города. На верхнем этаже расположена библиотека.

В 2—10 сезонах (1978—1987) телесериала «Даллас» Renaissance Tower «играет роль» штаб-квартиры компании «Петро Груп» (Юинг Ойл). В обновлённой версии того же сериала (2012—2014) Renaissance Tower «играет роль» штаб-квартиры компании «Юинг Энерджис».

## История
Небоскрёб был построен в 1974 году. 7 ноября 1981 года по стене здания, используя только присоски, без страховки, одетый в костюм Человека-паука, на крышу взобрался скалолаз Дэн Гудвин. В 1986—1991 годах здание было реконструировано фирмой Skidmore, Owings & Merrill: было заменено внешнее остекление, изменена внешняя подсветка (ныне она напоминает две буквы Х, стоящие друг на друге, на каждой из четырёх сторон небоскрёба), на крыше были установлены передающие антенны, самая высокая из которых имеет высоту 53,7 метров. Обновление обошлось в 40 миллионов долларов. С 1986 по 2012 год одним из главных арендаторов здания была фирма Winstead PC, занимавшая около 19 000 м² помещений небоскрёба (почти 12 % от всей площади). С 1996 по 2011 год другим крупным арендатором была фирма Blockbuster LLC, занимавшая около 22 000 м² помещений (почти 14 % от всей площади, около 400 сотрудников).